# Dąbrowa Mała (rejon mościski)
Dąbrowa Mała (ukr. Мала Діброва) – wieś na Ukrainie, na terenie obwodu lwowskiego, w rejonie jaworowskim (do 2020 roku w rejonie mościskim). 